# تکه‌ای از بهشت (فیلم ۲۰۱۱)
تکه‌ای از بهشت (به انگلیسی: A Little Bit of Heaven) فیلمی محصول سال ۲۰۱۱ و به کارگردانی نیکول کاسل است. در این فیلم بازیگرانی همچون کیت هادسن، گائل گارسیا برنال، رزمری دویت، لوسی پانچ، رومانی مالکو، تریت ویلیامز، ووپی گلدبرگ، کتی بیتس، سوزان دو پاس، استیون وبر، پیتر دینکلیج و الن داله ایفای نقش کرده‌اند.

## داستان
مارلی کوربت، مدیر خلاق و شوخ‌طبع یک شرکت تبلیغاتی در نیواورلئان است که زندگی بی‌خیالی را در پیش گرفته، از مسئولیت‌های بزرگ دوری می‌کند و از حمایت دوستان نزدیکش نیرو می‌گیرد. او به روابط عاشقانه پایبند نیست و تنها به قرارهای کوتاه‌مدت رضایت می‌دهد.
سارا، دوست صمیمی‌اش، متوجه ضعف و خستگی او می‌شود. پس از یک معاینه، دکتر جولیان گلدستاین به مارلی می‌گوید که به سرطان لاعلاج مبتلاست. واکنش مارلی با طنز و وقار، دکتر را تحت تأثیر قرار می‌دهد. مارلی در حالی که بیهوش است، خدا را در بهشت می‌بیند که به او سه آرزو می‌دهد. او پرواز، برنده‌شدن یک میلیون دلار (مالیات‌درنرفته)، و آرزوی سومی را که بعداً آشکار می‌شود، انتخاب می‌کند.
مارلی باید خبر بیماری را به دوستان و والدینش بگوید. مادرش پرحرف و سلطه‌گر است و مدام به او سر می‌زند و غذا می‌پزد تا قوتش حفظ شود. پدرش برعکس، سرد و بی‌تفاوت است و علاقه‌ای به برقراری رابطه دوباره در مدت زمان باقی‌مانده ندارد.
یک روز صبح، مارلی و سارا در مسابقه رادیویی شرکت می‌کنند و به‌عنوان نفر ۹۷ تماس‌گیرنده، درس پرواز برنده می‌شوند؛ نخستین آرزوی او برآورده می‌شود. هم‌زمان معلوم می‌شود دوست دیگرش، رنه، باردار است و این موضوع مارلی را به فکر زندگی بدون تعهدش می‌اندازد.
با گذشت هفته‌ها، بیماری مارلی شدت می‌گیرد و او بیشتر به دیدار دکتر جولیان می‌رود. یک شب، در یک برنامه موسیقی زنده در بار محل زندگی‌شان، با هم قرار می‌گذارند و کم‌کم علاقه میانشان شکل می‌گیرد.
وقتی مارلی خبر بیماری‌اش را با رئیسش در میان می‌گذارد، او از بیمه عمرش می‌پرسد. شرکت بیمه اجازه می‌دهد افراد مبتلا به بیماری‌های مرگبار پول بیمه را نقد کنند؛ یک میلیون دلار (یا پانصد هزار دلار پس از مالیات) به مارلی تعلق می‌گیرد؛ دومین آرزوی او.
پیتر، همسایه‌اش، که می‌بیند او حالش بدتر می‌شود، یک استریپر کوتوله برایش می‌آورد. مارلی ابتدا او را رد می‌کند اما بعد بیماری‌اش را توضیح می‌دهد و اجازه می‌دهد بماند. آنها در گفت‌وگو درباره مرگ، به آرامشی می‌رسند. استریپر به او می‌گوید یک‌بار مرده بوده و مرگ مانند شناور شدن بوده و نخواسته برگردد. این سخنان به مارلی کمک می‌کند با مرگ کنار بیاید.
پس از قرار دیگری، مارلی و جولیان با هم رابطه عاشقانه آغاز می‌کنند. اما وقتی مارلی می‌فهمد آینده‌ای با هم ندارند، صبح زود او را ترک می‌کند. بعدازظهر همان روز، با هم بحث می‌کنند و رابطه‌شان را تمام می‌کند. مارلی، که دوستانش همگی تغییرات مثبتی در زندگی دارند، از آنها فاصله می‌گیرد.
در یک سانحه دوچرخه، دوباره به بهشت می‌رود و خدا به او می‌فهماند باید قدر زمان باقی‌مانده را بداند. مارلی برای نخستین بار اعتراف می‌کند که عاشق است. همان روز، نزد جولیان می‌رود و رابطه‌شان را دوباره آغاز می‌کنند، از دوستانش عذرخواهی می‌کند و با پدرش آشتی می‌کند.
در خانه، او فقط در تخت می‌خوابد و به چیزهایی که از دست خواهد داد فکر می‌کند. کارت‌هایی برای مناسبت‌های آینده و نامه‌هایی برای عزیزانش می‌نویسد و آنها را به مادرش می‌سپارد تا در زمان مناسب بدهد.
یک روز صبح در پارک، به سارا می‌گوید دیگر از مرگ نمی‌ترسد، در حالی که سارا از زندگی بدون او وحشت دارد. مارلی کم‌کم به خواب می‌رود و سارا نمی‌تواند او را بیدار کند و آمبولانس خبر می‌کند. در بیمارستان، همه دوستان و نزدیکانش (جز رنه که در حال زایمان است) کنارش هستند.
جولیان هم به‌موقع می‌رسد و خداحافظی می‌کند. مارلی درمی‌یابد آرزوی سومش این بود که عاشق شود. فیلم با مراسم خاکسپاری او پایان می‌یابد، جشنی رنگارنگ از زندگی همراه با خانواده و دوستانش.

## بازیگران
کیت هادسون در نقش مارلی کوربت
گائل گارسیا برنال در نقش جولیان گلدستاین
کیتی بیتس در نقش بورلی کوربت
لوسی پانچ در نقش سارا واکر
رومانی مالکُو در نقش پیتر کوپر
رزمری دویت در نقش رنه بلر
ووپی گلدبرگ در نقش خدا
تریت ویلیامز در نقش جک کوربت
استیون وبر در نقش راب رندولف
پیتر دینکلیج در نقش وینی
آلن دیل در نقش دکتر سندرز

## بازخورد
در وبگاه راتن تومیتوز این فیلم بر اساس ۵۳ نقد امتیاز تأیید ۴٪ با میانگین امتیاز ۲٫۸۲ از ۱۰ را دارد. نظر منتقدان سایت چنین است: «کمی بهشت تماشاگران را با مقدار زیادی احساسات سطحی مواجه می‌کند و کیت هادسون و گائل گارسیا برنال را در فیلمی به‌شدت گمراه‌کننده رها می‌کند.» در متاکریتیک، فیلم با میانگین وزنی ۱۴ از ۱۰۰ بر اساس ۲۰ نقد، نشان‌دهنده «نارضایتی شدید» است.